# Katherine Nye
Katherine Elizabeth Nye (ur. 5 stycznia 1999) – amerykańska sztangistka. Medalistka olimpijska i mistrzostw świata.
Po raz pierwszy w zawodach międzynarodowych Nye pojawiła się podczas rozgrywanych w Taszkencie mistrzostwach świata juniorów, które odbyły się w lipcu 2018 roku. Sztangistka na tym czempionacie wywalczyła srebrny medal, osiągając wynik 225 kg w dwuboju (100 kg w rwaniu, 125 kg w podrzucie).
W 2021 reprezentowała Stany Zjednoczone na letnich igrzyskach olimpijskich w Tokio. Zawodniczka startowała w kategorii wagowej do 76 kg i zdołała wywalczyć srebrny medal dzięki rezultatowi 249 kg w dwuboju (111 kg w rwaniu, 138 kg w podrzucie).

## Osiągnięcia
| Rok  | Zawody                      | Miasto   | Miejsce | Kategoria | Wynik  |
| ---- | --------------------------- | -------- | ------- | --------- | ------ |
| 2018 | Mistrzostwa świata juniorów | Taszkent | 2.      | 69 kg     | 225 kg |
| 2019 | Mistrzostwa świata juniorów | Suva     | 1.      | 71 kg     | 246 kg |
| 2019 | Igrzyska panamerykańskie    | Lima     | 3.      | 76 kg     | 243 kg |
| 2019 | Mistrzostwa świata          | Pattaya  | 1.      | 71 kg     | 248 kg |
| 2021 | Letnie igrzyska olimpijskie | Tokio    | 2.      | 76 kg     | 249 kg |